# Stoderévskaia
Stoderévskaia (en rus: Стодеревская) és un poble (una stanitsa) del krai de Stàvropol, a Rússia, que el 2019 tenia 1.599 habitants. Pertany al districte rural de Kurskaia.